# Satrapie de Sogdiane
Pour un article plus général, voir Sogdiane.
Sauf précision contraire, les dates de cet article sont sous-entendues « avant l'ère commune » (AEC), c'est-à-dire « avant Jésus-Christ ».
Entités suivantes :
- Royaume gréco-bactrien

Empire achéménide.

La Sogdiane est la satrapie septentrionale de l'Empire perse achéménide puis du royaume d'Alexandre le Grand à partir de 329 av. J.-C. C'est à la fois une région et une circonscription administrative et fiscale de base ethnique. Elle disparait vers 256 av. J.-C., intégrée au royaume gréco-bactrien de Diodote Ier.

## Géographie
La Sogdiane est située entre les fleuves Oxus (Amou-Daria) et le Jaxartes (Syr-Daria). L'Oxus délimite une frontière naturelle entre la Sogdiane et la Bactriane tandis que le Jaxartes sépare les Sogdiens des peuples nomades Scythes. Les frontières occidentales et orientales de la Sogdiane sont cependant plus difficiles à déterminer car la toponymie de « Sogdiane » fut utilisée pour désigner des aires différentes pour chaque époque.

### Fleuves

Le Jaxartès (Syr-Daria) au nord et l'Oxus (Amou-Daria) au sud.

Strabon mentionne dans sa Géographie quatre fleuves délimitant ou traversant la Sogdiane.
- Le Jaxartes (Syr-Daria) : fleuve marquant la frontière nord de la Sogdiane et de l'Empire achéménide. Il se jette dans la mer d'Aral.
- L'Oxus (Amou-Daria) : fleuve qui se jette dans la mer d'Aral près de l'embouchure du Jaxartes. Selon Patrocle, cité par Strabon, les embouchures des deux fleuves seraient séparées par 80 parasange (les sources divergent sur une distance de 30, 40 ou 60 stades).
- L'Ochus (Piandj) : fleuve confondu parfois avec l'Oxus. Les sources sont imprécises à ce sujet : l'Ochus traverserait la Sogdiane pour certains, longerait la frontière pour d'autres, pourrait être complètement distinct de l'Oxus ou encore il existerait une jonction entre les deux cours d'eau peu avant l'embouchure.
- Le Polytimétos (Zeravshan) : nom donné par les Macédoniens au fleuve traversant la Sogdiane en son centre, décrit par Strabon, Aristobule et Quinte-Curce. « Un espace considérable de pays est traversé en droite ligne par un fleuve, que les habitants ont nommé Polytimétos, et qui coule avec la rapidité d'un torrent[2] ».

### Climat et ressources
La Sogdiane est une région désertique au climat sec, entourée de zones montagneuses, notamment par le Pamir au sud-est. Arrien compare la Sogdiane à une « contrée déserte et sablonneuse », tout comme Quinte-Curce : « La Sogdiane est une contrée presque partout déserte: de vastes solitudes y occupent en largeur près de huit cents stades ».
La chaleur aurait lourdement pesé sur l'avancée de l'armée d'Alexandre. Quinte-Curce insiste particulièrement sur la pénibilité : « Tout ce qu'il y a d'humidité naturelle est absorbé par la sécheresse, qui dessèche la bouche, et brûle jusqu'au fond des entrailles. »
La difficulté pour l'armée d'Alexandre lors de la conquête de la Sogdiane fut sans doute de trouver de l'eau dans ces plaines désertiques :

« Il entra alors, suivi de ses troupes légères, dans les déserts de la Sogdiane, marchant toujours pendant la nuit. L'eau manquait […] et la soif s'allumait plutôt par le désespoir que par le besoin de boire. Dans l'espace de quatre cents stades, on ne rencontre pas la moindre humidité . »

Quinte-Curce insiste dans son œuvre sur la sècheresse des terres, malgré la présence de fleuves : « Le sol sous lequel roule un si grand fleuve n'exhale pas la moindre humidité […] Les soldats se mirent donc à creuser des puits ; mais, quoique l'on fût entré dans la terre à une grande profondeur, on ne trouvait point d'eau. »
La nécessité de creuser des puits venait du fait que l'eau des fleuves, notamment de l'Oxus contenait « une grande quantité de limon, ce qui fait qu'il est toujours trouble et que l'eau en est malsaine. » Or l'abondance du limon, roche meuble et très nutritive, dans les eaux de l'Oxus explique comment avec une maitrise attestée des techniques d'irrigation, des sols très fertiles ont été mis en valeur.

« Aristobule ajoute que ce fleuve, après avoir arrosé et fertilisé la Sogdiane, pénètre dans une contrée déserte et sablonneuse et va se perdre dans les sables, comme fait l'Arius au sortir de l'Arie. »

Le limon prend la forme de sols de lœss, très acides expliquant par ailleurs pourquoi très peu de documentation écrite sogdienne a pu être conservée.
Les Sogdiens sont réputés être un peuple de cultivateurs sédentaires, au contraire des populations nomades scythes se trouvant au-delà du Jaxartes . On note en sus des ressources agricoles la présence et l'exploitation de pierres semi-précieuses dans la région (Lapis-lazuli, cornaline) .

### Liste des principales villes
- Marcanda (actuelle Samarcande) est la capitale politique, culturelle et commerciale de la Sogdiane. La ville est habitée de manière continue depuis 700 av. J.-C. Marcanda est fondée par les Sogdiens puis détruite par Alexandre le Grand en 329 av. J.-C.[8]
- Cyropolis (ou Cara ou Cyra), est la dernière ville fondée par Cyrus le Grand en 544 av. J.-C., et l'une des sept grandes villes de Sogdiane dont la liste complète est manquante. Elle marque sur le Jaxartes (Syr-Daria) la limite extrême de l’empire perse[8]. Du fait des révoltes fréquentes de ses habitants, Alexandre l'aurait assiégée en représailles en 329 av. J.-C.[9], mais n'aurait remporté le siège qu'après une longue période de résistance[10].
- La « ville des Branchides », fondée par Xerxès Ier, et détruite par Alexandre [11]
- Alexandrie Eschate : Alexandrie-sur-l'Iaxartes, symboliquement surnommée « l'Ultime » (Eschatè) car située au point le plus septentrional des conquêtes d'Alexandre, a été fondée en août 329 av. J.-C.[12] à des fins stratégiques[13]. « Le lieu paraissait permettre une grande extension de la ville et la fondation favorable pour une poursuite des Scythes, s'il le fallait, et pour la défense de la région contre les incursions des Barbares qui habitaient au-delà du fleuve[14]. » C'est à la fois une forteresse et une ville-comptoir située sur l'interface des limites du monde sous influence hellénistique. Elle est renommée Antioche de Scythia sous le règne des Séleucides[15]

## Ethnographie

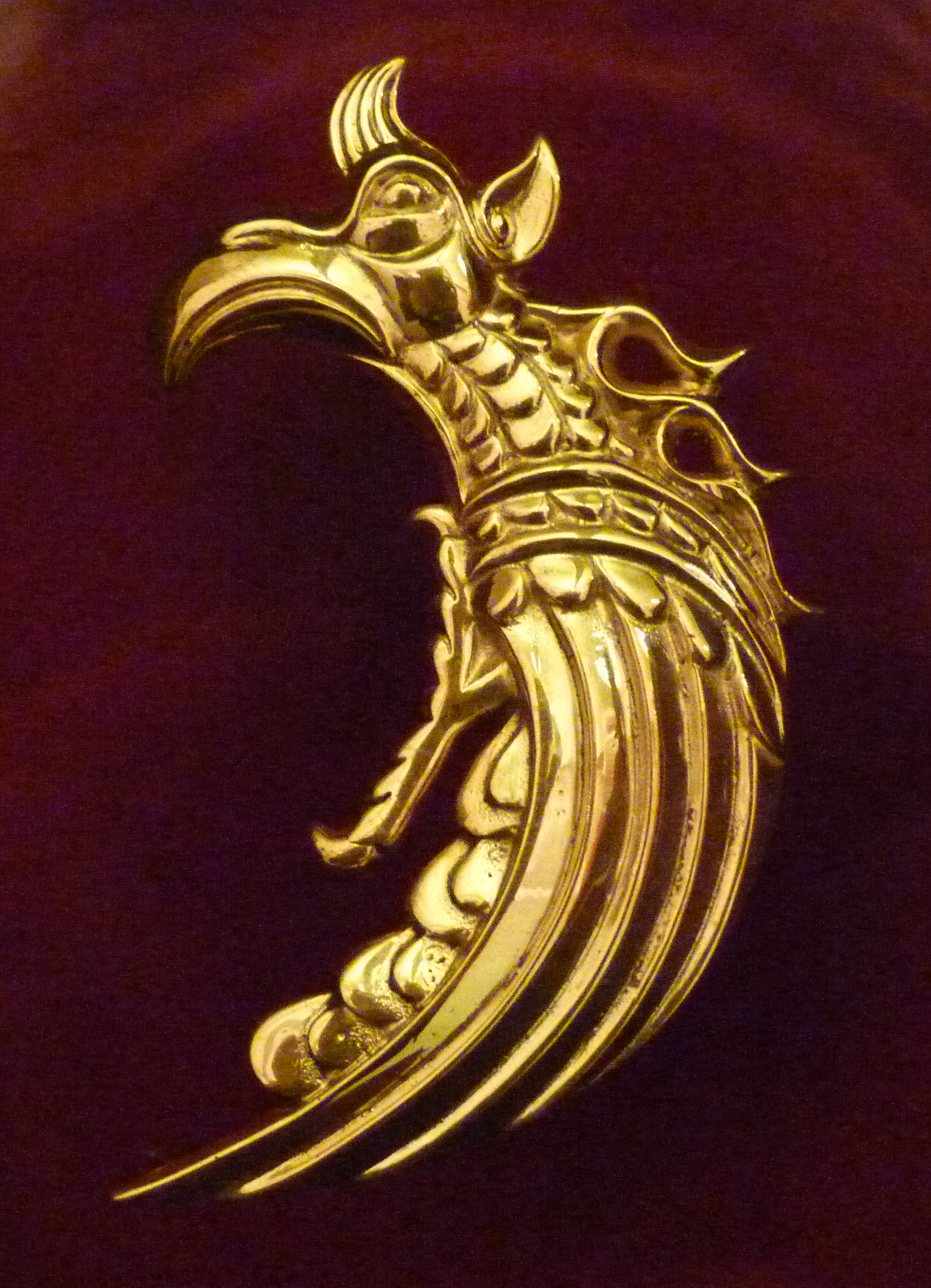
Plaque ornementale scythe en or, représentant un animal composite (probablement un simurgh), représentatif de l'art animalier scythe, provenant d'un kourgane (tumulus) du Kazakhstan, Ve siècle

Les Sogdiens seraient composés en grande majorité de Sakas, branche orientale de ce que les Grecs appellent communément les Scythes, désignant ainsi tous les peuples nomades des steppes du Danube jusqu'en Asie centrale. Les Sogdiens seraient donc des Scythes sédentarisés selon Strabon, qui émet néanmoins quelques réserves concernant cette origine.

« Toutes les nations qui habitent en dedans du Taurus et à l'est de l'Hyrcanie jusqu'à la Sogdiane sont connues dès longtemps : elles l'étaient des Perses, elles le furent ensuite des Macédoniens, puis des Parthes. Quant à celles qui habitent au-delà de la Sogdiane sous le même parallèle, peut-être est-il permis, d'après une certaine ressemblance extérieure, de leur supposer une origine scythique, mais jusqu'à présent nous n'avons point connaissance qu'aucune armée de terre ait pénétré chez elles, non plus que chez les nations nomades les plus septentrionales. »

— Strabon, Géographie, Livre XI, 11, 6
On sait toutefois que les Scythes étaient présents à la frontière de l'Empire perse, et qu'ils représentaient une menace perpétuelle pour ce dernier.
La Sogdiane est également peuplée de Branchides, peuple implanté près de l'Oxus (Amou-Daria) et originaire de Carie (Asie mineure), qui auraient rejoint la région après avoir été menacé par Xerxès Ier. Les Branchides auraient également fondé une ville du même nom.

## Histoire de la satrapie avant la conquête d'Alexandre
Les sources concernant l'histoire de la Sogdiane avant la conquête d'Alexandre sont rares, mais on sait néanmoins qu'avant son intégration dans l'Empire perse, la Sogdiane était comprise au sein du royaume du Khorezm (également appelé Khwarezm), habité par le peuple des Scythes d'Asie.
En 422 av. J.-C., la Sogdiane est officiellement intégrée à l'Empire achéménide de Darius II et devient ainsi la seizième satrapie de l'Empire . Mais la Sogdiane est également mentionnée comme étant la dix-huitième province de l'Empire perse achéménide, si on s'en tient à l'Inscription de Behistun de Darius Ier. Il semblerait également que la région ait été soumise depuis les années 540 av. J.-C. par Cyrus le Grand, qui y fonde la ville de Cyropolis en 544 av. J.-C. Toutefois, compte tenu de sa position périphérique, la région échappe régulièrement à la maîtrise du pouvoir central et bénéficie donc d'une relative autonomie.
Le siège de la satrapie se situe dans la ville de Maracanda (Samarcande), centre culturel et commercial fondé et habité par les Sogdiens depuis 700 av. J.-C.

## Conquête de la Sogdiane par Alexandre le Grand (329-327av. J.-C.)

### La conquête

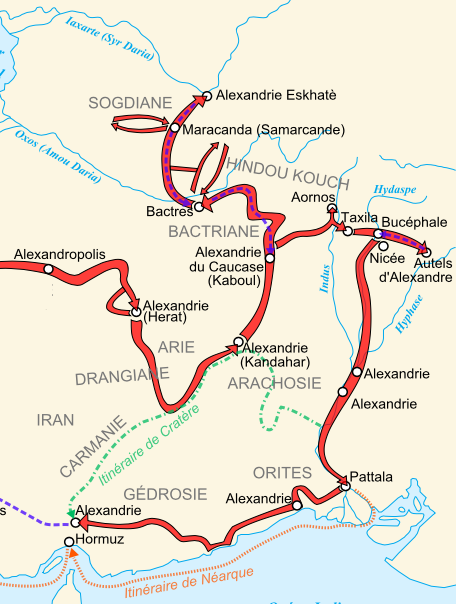
Conquête de la Sogdiane (329-327) et des hautes-satrapies par Alexandre le Grand (330-326)

Darius III est assassiné par Bessos, satrape de Bactriane en 330 av. J.-C. Alexandre le Grand entreprend alors en 331 av. J.-C. de venger celui dont il revendique désormais la succession. Bessos s'étant enfui en Bactriane, Alexandre le poursuit dans les hautes satrapies et affronte un soulèvement des populations locales menées par celui-ci. Une fois la Bactriane soumise et Bessos exécuté, Alexandre entreprend alors de s’emparer de la Sogdiane. Cependant, le chef sogdien Spitaménès qui reprend la tête du soulèvement suscité par Bessos jusqu’en 328 av. J.-C., résiste avec vigueur à Alexandre. Spitaménès s’allie par exemple avec les Scythes et les petits nobles locaux dont il fait partie. Il utilise les places fortes naturelles comme la Roche sogdienne ou Rocher d'Ariamazes pour mener une stratégie d’attaques surprises et de harcèlement. Alexandre est donc obligé de mener une guerre de siège mais contrairement aux satrapies occidentales, la Sogdiane ne se rend pas après la prise et la destruction de sa capitale Marcande. Au contraire, les résistances des villes et des garnisons sont tenaces.
Pour riposter, Alexandre intègre dans son armée des nobles bactriens et sogdiens ralliés. Pierre Briant démontre que la résistance au roi macédonien n’est pas « nationale » mais correspond plutôt à « plusieurs révoltes, d’ampleur, de durée et d’objectifs différents ». Les méthodes assez radicales utilisées par Alexandre auraient permis de mettre fin aux résistances soudaines qui s'apparentaient à de véritables guérillas. De nombreuses villes sont alors complètement détruites comme Gaza ou Cyra (Cyropolis). De plus après la destruction d’un corps d’armée macédonien en 328 av. J.-C., Alexandre « divisa ses troupes et donna l’ordre de mettre le feu aux campagnes et de massacrer les jeunes gens […] afin que tous ceux qui avaient trahi eussent à souffrir, tous, au même titre, des horreurs de la guerre ».
La politique d'Alexandre vise à garantir la vie sauve à ceux qui se rallient à son autorité. Dans le Procès de Bessos, Arrien rapporte les faits suivants: Trente captifs sogdiens ont été conduits devant Alexandre qui décide de leur exécution. Ces derniers manifestent pourtant de la joie à l'annonce de cette décision: ils chantent et dansent. Cette attitude étonne fortement Alexandre qui les fait rappeler pour leur demander la raison de ces réactions. Ils lui répondent qu'ils se sentent honorés d'être exécutés par un si grand roi, et non par un étranger quelconque. Le roi leur demande alors des preuves de loyauté à son égard : selon eux, leurs vies qu'ils mettent entre les mains du roi, constitue une de ces preuves. Ainsi convaincu, Alexandre les fait renvoyer dans leurs villes d'origines et quatre d’entre eux deviennent gardes du corps d'Alexandre.

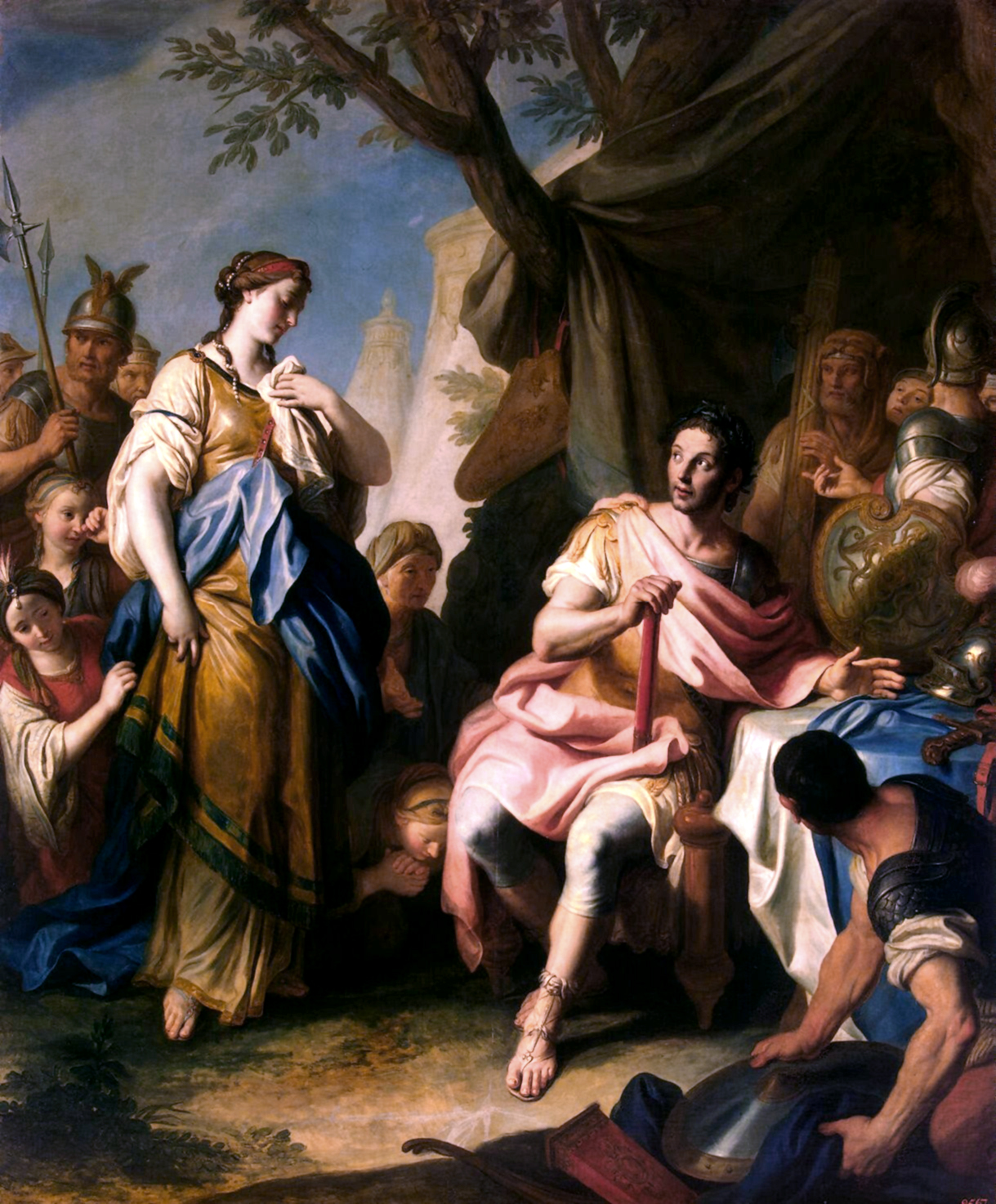
Pietro Antonio Rotari, Alexandre le Grand et Roxane (1756).

Spitaménès est alors peu à peu abandonné par ses soutiens. Il aurait été d’ailleurs trahi par sa femme et est livré par les Massagètes à Alexandre en 328 av. J.-C. La révolte est écrasée par Alexandre et ses généraux Amyntas (probablement le fils de Nicaulos et successeur de Cleitos comme satrape de Bactriane et Sogdiane en 328 av. J.-C.), Cratère, Coénos avec l'aide de troupes bactriennes et sogdiennes. Selon Quinte-Curce et Arrien, la victoire des Macédoniens est permise par la prise de trois roches. La première est celle dite d'Arimaze. La prise de cette roche se termine par l'exécution du dernier chef sogdien Arimaze. Puis les troupes macédoniennes prennent la roche sogdienne (ou de Sisimithrès) en 328/327 av. J.-C.. où s'était réfugié  Oxyartès, noble bactrien ou sogdien selon les sources, ayant soutenu Spitaménès et sa fille Roxane. Alexandre épouse alors cette dernière. Selon Arrien, Strabon et Quinte-Curce; ce mariage a eu lieu entre 328/327 av. J.-C.. Cependant pour Arrien, il se situerait au moment de la prise de la première roche, alors que pour Strabon et Quinte-Curce, il aurait lieu après la prise de la seconde roche. Dans la continuité de son mariage, Alexandre encourage alors ses soldats à s'unir avec des sogdiennes pour éviter toute nouvelle révolte. La seconde fille d'Oxyartès, Amestris, épouse Cratère et Apama, la fille de Spitaménès, est mariée à Séleucos Ier (le seul qui ne reniera pas sa femme perse à la suite de la mort d’Alexandre) lors des Noces de Suse en 324 av. J.-C.. Notamment en raison de cette volonté  d’Alexandre de se rapprocher des élites perses, une dispute éclate entre le roi macédonien et Cleitos, un de ses compagnons. Ce conflit se termine par le meurtre de Cleitos par Alexandre lors d’un banquet en Sogdiane en 328. La troisième roche serait celle de Choriénès mais, selon Strabon, cette dernière se situerait en Bactriane.
Alexandre laisse alors Peucalaos en Sogdiane avec 3 000 fantassins et part à la conquête de l’Inde. Pour éviter de nouvelles rébellions, il fait élever 30 000 jeunes nobles sogdiens et bactriens dans la culture macédonienne et intègre également des cavaliers locaux, réputés pour leur maîtrise du combat, dans l'armée macédonienne. Cela lui permet à la fois d’avoir des otages, des soldats mais aussi d’intégrer les élites locales et donc de limiter les rébellions,.

### Chronologie de la conquête
| Période     | Lieux |
| ----------- | --- |
| Mai 329     | Alexandre est à Bactra (Balkh, près de Mazar-i-Sharif, Afghanistan), la capitale de la Bactriane ,.                                                            |
| Mai 329     | Alexandre atteint les rives de l'Oxus ( Amou-Daria, frontière entre l'Afghanistan et l'Ouzbékistan), frontière entre la Sogdiane et la Bactriane ,.            |
| Mai 329     | Fondation d'Alexandrie Tarmita (Termez, Ouzbékistan )―Sogdiane (ou Transoxiane),.                                                                              |
| Juin 329    | Alexandre à Naucata (Uzunkir, près de Shakhrisabz, entre Samarkand et Karshi, Ouzbékistan)―Sogdiane ,.                                                         |
| Juin 329    | Prise Marcanda (Samarcande, Ouzbékistan)―capitale de la Sogdiane ,.                                                                                            |
| Juil 329    | Alexandre traverse le fleuve Jaxartes (Syr-Daria) et la Vallée de Fergana (Ouzbékistan/Tajikistan/Kyrgyzstan)―Sogdiane ,.                                      |
| Juil 329    | Prise de sept cités-forteresses achéménides dans la Vallée de Fergana, parmi lesquelles Cyropolis (Uroteppa, Tajikistan)―Sogdiane ,.                           |
| Juil 329    | Fondation Alexandrie Eschate (Leninabad, Khodjent, Khudzhand ou Hudzand, Tajikistan)―Sogdiane ,.                                                               |
| Oct 329     | Raillement des Sogdiens, des Massagètes et des Scythes à Alexandre (révolte de Spitaménès) (au nord du Jaxartes) ,.                                            |
| Nov 329     | Siège de Maracanda par Spitamènes (Samarcande, Ouzbékistan)―Sogdiane ,.                                                                                        |
| Nov 329     | Alexandre à Tribactra (Bukhara, Ouzbékistan)―Sogdiane ,. |
| Eté/Aut 328 | Campagnes Sogdianes et attaque de la base sogdiane dans le Gissarskiy (ou Hissar) (région de Pamiro-Alai, Tajikistan)―Sogdiane ,.                              |
| Dec 328     | Fondation Alexandrie Eschate (Leninabad, Khodzent, Khudzhand ou Hudzand, Tajikistan)―Sogdiane ,.                                                               |
| Oct 328     | Alexandre à Nautaca (Uzunkir, près de Shakhrisabz, entre Samarcande et Karshi, Ouzbékistan)―Sogdiane ,.                                                        |
| Mar 327     | Prise du Roc des Sisimithres (où se trouvaient Oxyartès et Roxana) puis du Roc Sogdien (Gissarskiy (ou Hissar), région de Pamiro-Alai, Tajikistan)―Sogdiane ,. |

## Histoire jusqu’à la disparition de la satrapie (327-256 av. J.-C.)
À la prise du rocher sogdien en 327 av. J.-C., la satrapie est intégrée aux affaires royales d'Alexandre. À la suite de la mort de ce dernier en 323 av J.-C., les Diadoques (« successeurs ») divisent le gouvernement des satrapies entre eux, lors des Accords de Babylone. Selon Diodore d'Agyrion et Dexippe, Philippe est chargé de la satrapie de Sogdiane. Selon l'historienne Marie-Pierre Arnaud-Lindet, Philippe était un général d'Alexandre et satrape de Bactriane et Sogdiane à partir de 325 av. J.-C., assassiné en 318 av. J.-C.. Justin attribue la Sogdiane à Scythéus. À la nouvelle du décès d'Alexandre le Grand, quelques colonies de vétérans grecs souhaitant leur autonomie auraient tenté de se soulever en Sogdiane et en Bactriane.

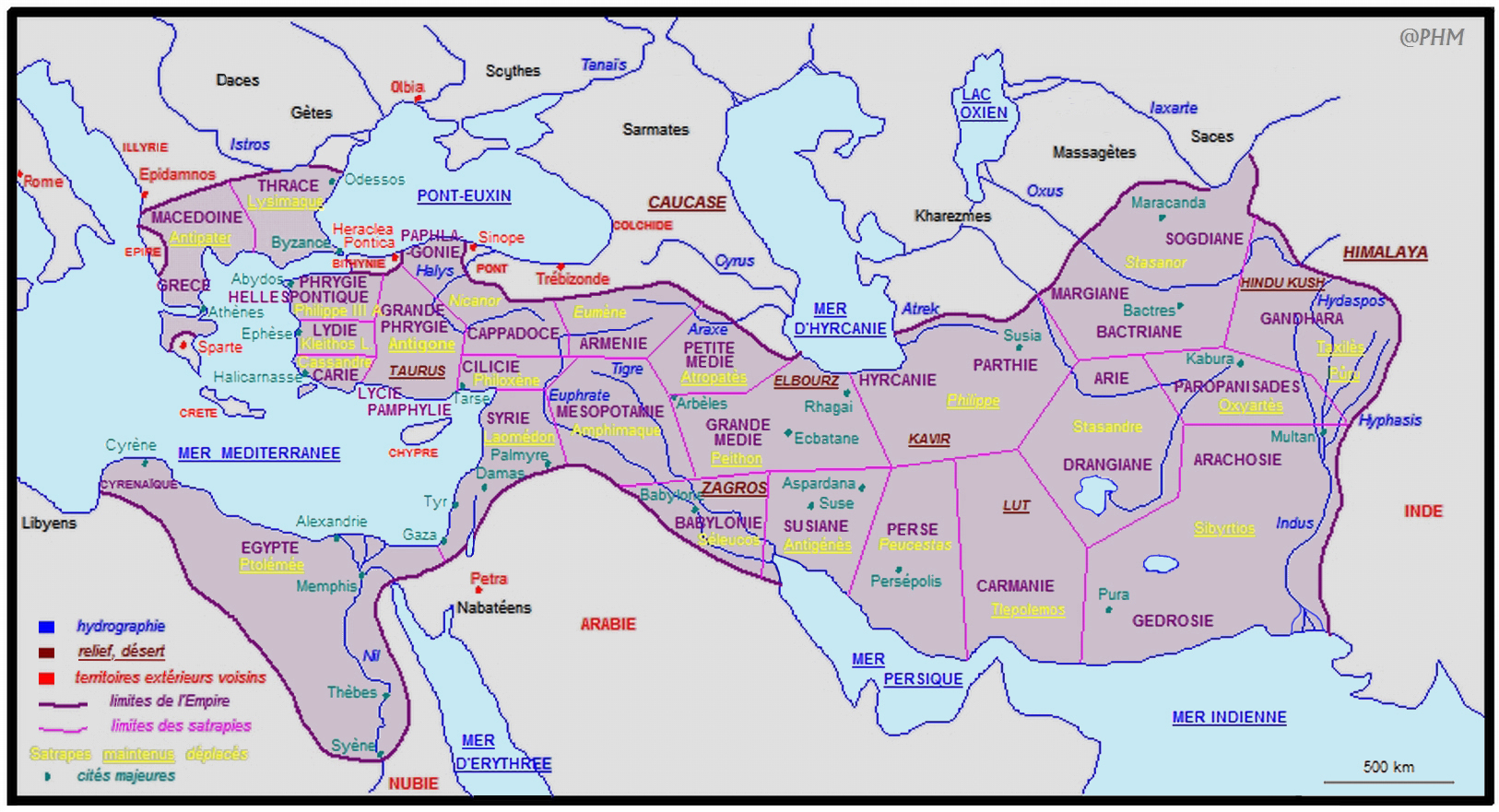
221 av. J.-C., le partage de Triparadisos attribue la satrapie de Sogdiane à Stasanor

À la suite des accords de Triparadisos de 321 av. J.-C., Philippe prend la tête de la Parthie et il est remplacé en Sogdiane et Bactriane par le satrape Stasanor de Soles/Soloi, selon Justin. Diodore retrace sa carrière aux livres XVIII et XIX de sa Bibliothèque historique de la façon suivante: Stasanor aurait accompagné Alexandre au cours de son expansion en Orient et administré les satrapies d'Arie et Drangiane, son statut est confirmé par Perdiccas lors du partage de Babylone de 323 av. J.-.C.. Il se voit attribuer par Antipater en 321 av. J.-C. la Sogdiane et la Bactriane. Cette situation est réaffirmée en 316 av. J.-C. par Antigone le Borgne, alors qu'il avait envoyé des troupes à son ennemi Eumène de Cardia lors des affrontements entre ces deux Diadoques. Diodore donne pour raison le fait que Stasanor aurait été apprécié par le peuple et efficace dans son gouvernement des satrapies et qu'il ne se serait pas véritablement engagé contre Antigone. Strasanor y aurait probablement frappé des monnaies.
Séleucos, satrape de Bactriane sorti victorieux de la guerre babylonienne contre Antigone en 309 av. J.-C., étend sa domination jusqu'à l'Inde en 308 av. J.-C., englobant ainsi la Haute Asie. En 305 av. J.-C., le diadoque se proclame roi, basileus, devenant ainsi Séleucos Ier, et fonde l'empire séleucide qui intègre la satrapie de Sogdiane à ses possessions.

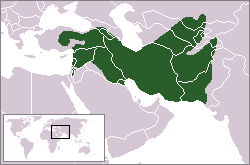
Le royaume séleucide vers 305 av. J.-C.

Dans ce royaume, presque aussi vaste que l'empire achéménide, le roi aurait exercé son action directement sur les habitants. Ces derniers lui appartenaient et étaient semble-t-il attachés à la terre de leur village. Le pouvoir de Séleucos Ier et de ses descendants, les séleucides, se serait exercé tant sur les aspects sociaux, économiques que religieux des habitants. Ainsi, un culte royal aurait été rendu au souverain et sa famille par les communautés locales, villages, ethnè ou cités. 

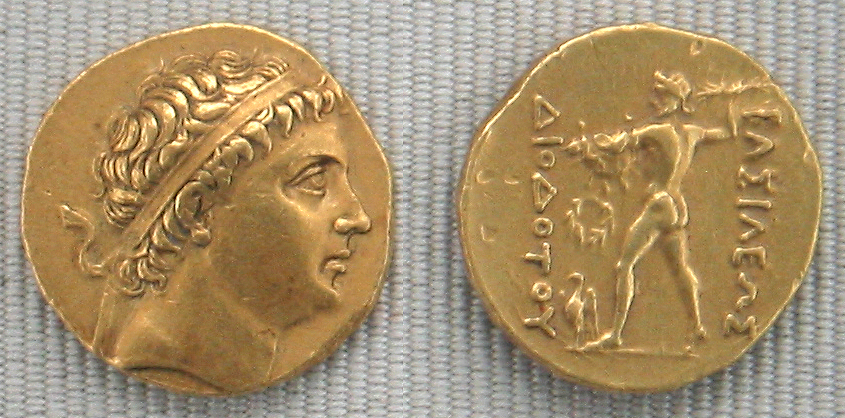
Pièce d'or de Diodote Ier, vers 245 av. J.-C.

Selon Appien, entre 308 av. J.-C. et 303 av. J.-C., Séleucos aurait affronté le roi indien Chandragupta Maurya après avoir traversé l'Indus. Au terme de cette campagne qui se solde par un échec, une paix est trouvée :

« Ayant fait un traité avec [Chandragupta] et mis en ordre les affaires d'Orient, Séleucos partit faire la guerre à Antigone. »

Séleucos doit laisser ses satrapies indiennes (dont le Gandhara et les Paropamisades) ainsi que les parties orientales de l'Arachosie et de la Gédrosie au roi Maurya, mais peut conserver la Bactriane et la Sogdiane.
En 256 av. J.-C., sous le règne d'Antiochos II, le satrape de Bactriane, Diodote, s'autonomise du royaume séleucide et crée le royaume greco-bactrien, prenant le titre de roi et le nom de Diodote Ier. Il se peut que la satrapie de Sogdiane ait été englobée dans le royaume grec de Bactriane, jusqu'aux invasions des Sakas et des Yuezhi au IIe siècle.

## Liste des satrapes de Sogdiane (329 av. J.-C.-256 av. J.-C.)
| Unité territoriale   | Souverain                                          | Période de gouvernement du satrape | Satrape              | Remarques |
| -------------------- | -------------------------------------------------- | ---------------------------------- | -------------------- | --- |
| Empire achéménide    | Darius III                                         | 336/329 av. J.-C.                  | Bessos               | Les satrapies de Sogdiane et Bactriane étant confondues pendant cette période, il est difficile sans datation précise de déterminer quel satrape bactrien a effectivement administré la Sogdiane avant Bessos. Ce dernier est nommé par Darius III, avec qui il aurait des liens de parenté selon Arrien, avant de l'assassiner en juillet 330 et de s'auto-proclamer roi sous le nom d'Artaxerxès V. Il est ensuite poursuivi par Alexandre qui l'assassine en 329. |
| Royaume de Macédoine | Alexandre le Grand                                 | 329/été 328 av. J.-C.              | Artabaze             | Membre de la haute aristocratie perse, il est un des principaux généraux de l'Empire achéménide sous Darius III. Alexandre le nomme par la suite satrape de Bactriane et de Sogdiane, avant que ce dernier ne quitte ses fonctions à l'été 328. |
| Royaume de Macédoine | Alexandre le Grand                                 | été/automne 328 av. J.-C.          | Cleitos              | Après la démission d'Artabaze, Alexandre confie les satrapies de Sogdiane et de Bactriane à Cleitos "le Noir", un de ses plus proches compagnons. Il meurt assassiné par Alexandre au cours d'un banquet durant lequel il aurait dénoncé la personnalisation du pouvoir par Alexandre. |
| Royaume de Macédoine | Alexandre le Grand                                 | automne 328 / date inconnue        | Amyntas              | Amyntas, mentionné par Arrien, succède à Cleitos au poste de satrape. Les informations concernant la fin de son administration nous sont cependant inconnues. |
| Royaume de Macédoine | Philippe III Arrhidée et Alexandre IV de Macédoine | 323/321 av. J.-C.                  | Philippe ou Scyteaus | Diodore déclare Philippe comme satrape de ces deux régions ; Dexippe compilé par Photios Ier de Constantinople le décrit comme satrape de Sogdiane mais ne mentionne pas la Bactriane. Il aurait toujours selon Dexippe été nommé pour gouverner avec un certain Oropius qui aurait tenté de se soulever. Justin lui nomme Scytheaus comme satrape de Sogdiane. |
| Royaume de Macédoine | Philippe III Arrhidée et Alexandre IV de Macédoine | 321- 309/308 av. J.-C.             | Stasanor de Soles    | Diodore et Arrien s'accordent pour faire de Stasanor le satrape de Drangiane puis satrape de Bactriane et de Sogdiane après les accords de Triparadisos (321 av. J.-C.). La date de sa mort est inconnue des sources. Lorsque Séleucos Ier fait la conquête de la Bactriane et de la Sogdiane en 309-308 av. J.-C., c'est soit Stasanor soit son éventuel successeur qu'il élimine                                                                                   |
| Empire séleucide     | Séleucos Ier                                       | 294/293 - 281 av. J.-C.            | Antiochos            | Séleucos donne à son fils aîné Antiochos (futur Antiochos Ier) la corégence et le gouvernement des satrapies situées à l'est de l'Euphrate. Il lutte notamment à protéger la frontière nord de la Sogdiane contre les nomades. |
| Empire séleucide     | Antiochos II                                       | date inconnue - 256 av. J.-C.      | Diodote              | Satrape et gouverneur militaire de la Bactriane, de la Sogdiane et de la Margiane. Il profite en 256 av. J.-C. de l'absence d'Antiochos II parti combattre Ptolémée II en Égypte pour se libérer de la tutelle antigonide et fonder le Royaume gréco-bactrien et prend alors le nom de Diodote Ier. |

## Administration

### Sous le règne du Grand roi
Sous l'Empire achéménide de Darius III, il existe plusieurs formes de dépendances : certaines grandes villes possèdent des villages sur leurs territoires, d'autres populations dépendaient directement de l'administration royale de Darius III, ou bien sont sous la domination de petits souverains locaux. De manière générale, la Sogdiane est organisée sous forme de « communautés villageoises ». Le pôle d'unité politique de l'administration est centralisé par le pouvoir du Grand roi, représentant la « communauté supérieure ». Les paysans étant centraux dans ce type d'organisation, le Grand roi fédère les différents modes de production agricole.
Comme dans l'ensemble de l'Empire, l'organisation administrative est marquée par l'agriculture et son fonctionnement. Le roi est propriétaire de tout le territoire conquis, la « terre royale » (chôra basiliké). Elle est confiée a des paysans (laoi) soumis au tribut, qui la cultivent. La condition des laoi fait débats chez les historiens, certains les considérant comme des esclaves, d'autres comme des serfs. Pour Michael Rostovtzeff , historien de l'économie et de l'antiquité, les laoi sont à appréhender au sein d'une structure que l'on pourrait qualifier de « féodale ».

### Sous le règne d'Alexandre
Après la conquête de la Sogdiane, les structures administratives de la satrapie achéménide sont conservées par Alexandre. Pour éviter tout risque de soulèvement dans les satrapies orientales dont fait partie la Sogdiane, Alexandre décide de partager les attributions satrapiques entre plusieurs titulaires macédoniens, mais leurs noms ne nous sont pas tous parvenus dans le cas de la Sogdiane. Le rôle principal des satrapes est de lever les impôts, mais ils sont également chargés de défendre la satrapie contre les incursions récurrentes des peuples nomades venant du nord de la satrapie. La surveillance de la Sogdiane, régulièrement menacée car aux marges des territoires contrôlés par Alexandre, passe par la fondation d'une dizaine de villes et forteresses, mais également par la militarisation de la satrapie, qui se dote d'une armée et de nombreux fantassins. L'urbanisation, soit sous forme de villes, soit de colonies militaires peuplées par des grecs ou des macédoniens, doit maintenir la domination macédonienne sur la Sogdiane après la conquête et en absence d'une administration suffisamment structurée.
De façon globale, la politique d'Alexandre le Grand se solde par les modifications suivantes. Les anciennes villes achéménides rebelles sont détruites à l'instar de Cyropolis et de Marcanda. Alexandre cherche à uniformiser les statuts des terres, des paysans et des souverains locaux de façon à exercer un meilleur contrôle sur les paysans et de mieux organiser l'exploitation de ces derniers.
Cette politique menée par Alexandre est ce qu'Aristote, son précepteur, appelle « l'économie royale », économie que les Achéménides n'avaient pas réussi à mettre en place auparavant.

### Sous le règne des diadoques
Le diadoque qui succède à Alexandre, Séleucos Ier, est à la tête d'un royaume très vaste faisant plus de 4 000 km de longueur, ce qui rend l'exercice du pouvoir royal, perception d'impôt et levée des armées, complexe. Ce dernier doit notamment faire face à des velléités de sécession qui ne se limitent pas à la satrapie de la Sogdiane mais qui vont de l'Inde à la Parthie en passant par la Bactriane. Cela explique la nécessité d'une armée puissante au service de Séleucos, comme au temps d'Alexandre.
L'importance numérique des villes dans la satrapie est notable. La fondation de nombreuses villes, commencée sous l'impulsion d'Alexandre le Grand, se poursuit sous le règne de Séleucos Ier. Elles s'inspirent du modèle des villes grecques : elles en portent le nom, à la différence que certaines d'entre-elles prennent le nom d'Antiochos sous le règne d'Antiochos Ier, et ont un statut proche des villes grecques. Le pouvoir royal se chargeant principalement de la politique extérieure, ces villes nouvelles jouissent d'une certaine forme d'autonomie : elles ont par exemple leurs propres institutions.
Concernant l'influence du souverain dans le quotidien des populations sogdiennes, les paysans royaux ( laoi basilikoi) dépendent directement du roi Séleucos : les terres qu'ils cultivent appartiennent au roi, ce dernier a un contrôle direct sur la vie des villageois de son royaume. Il contrôle divers aspects de la vie des villageois, tant sur le plan économique, social, que politique. Qu'il s'agisse de cités, ethnè ou simples villages; les diverses formes d'organisation attachées à la Sogdiane rendent un culte à Séleucos et à sa famille. Ce culte royal voué par les cités au roi séleucide est fondamental dans l'autorité de la monarchie, Séleucos se revendiquant notamment d'une ascendance divine liée à Apollon.